# Microplitis semicircularis
Microplitis semicircularis är en stekelart som först beskrevs av Julius Theodor Christian Ratzeburg 1844.  Microplitis semicircularis ingår i släktet Microplitis och familjen bracksteklar. Inga underarter finns listade i Catalogue of Life.